# 달리는 도시
"달리는 도시"는 한국에서 제작된 조광소 감독의 1989년 영화이다. 이수진 등이 주연으로 출연하였고 송인범 등이 제작에 참여하였다.

## 출연

### 주연
- 이수진

## 기타
- 조명: 장기종
- 녹음: 유창국